# Mali Moravščak
Mali Moravščak – wieś w Słowenii, w gminie Sveti Jurij ob Ščavnici. 1 stycznia 2018 liczyła 17 mieszkańców.